# Mech-X4
A Mech-X4 2016 és 2018 között vetített amerikai televíziós kalandsorozat, melyet Steve Marmel alkotott. A főbb szerepekben Nathaniel Potvin, Raymond Cham, Kamran Lucas, Pearce Joza és Alyssa Jirrels látható.
A sorozat az amerikai Disney XD-n indult 2016. november 12-én. Magyarországon 2019. december 2-án mutatta be a Disney Channel.

## Ismertető
Ryan Walker a Bay City High tanulója, aki képes elméjével irányítani a technológiát. Tehetsége felébreszti a Mech-X4-et, egy óriási, 150 méteres robotot, amelyet egy rejtőzködő zseni épített, hogy megvédje városukat a közelgő veszély ellen. Ryan felveszi bátyját és két legjobb barátját, hogy segítsenek neki a Mech-X4 működtetésében. Amikor óriási szörnyek hirtelen megjelennek Bay City-be, négyüknek  meg kell tanulniuk csapatként dolgozni.

## Szereplők

### Főszereplők
| Szereplő          | Színész                  | Magyar hang   |
| ----------------- | ------------------------ | ------------- |
| Ryan Walker       | Nathaniel James Potvin   | Bogdán Gergő  |
| Harris Harris Jr. | Kamran Lucas             | Nagy Gereben  |
| Spyder            | Pearce Joza              | Tóth Márk     |
| Mark Walker       | Raymond Cham             | Penke Bence   |
| Veracity          | Alyssa Jirrels (2. évad) | Czető Zsanett |

### Mellékszereplők
| Szereplő      | Színész        | Magyar hang                                   |
| ------------- | -------------- | --------------------------------------------- |
| Grey igazgató | Ali Liebert    | Solecki Janka                                 |
| Seth Harper   | Peter Benson   | Szabó Máté                                    |
| Grace Walker  | Crystal Balint | Kisfalvi Krisztina                            |
| Leo           | Ryan Beil      | Gacsal Ádám (1. évad) Juhász Zoltán (2. évad) |
| Cassie        | Alyssa Lynch   | Károlyi Lilla                                 |
| Davage        | John De Santis | Maday Gábor                                   |
| Godfrey       | Bob Frazer     | Csere László                                  |
| Jessica       | Kazumi Evans   | Czető Zsanett                                 |
| Tanár         | Steven E. Rudy | Forgács Gábor                                 |
| Dane          | Rohan Campbell | Czető Ádám                                    |
| Néni          | Lillian Lim    | Bessenyei Emma                                |
| Joy           | Gary Jones     | Botár Endre                                   |
| Recepciós     | TBA            | Bolla Róbert                                  |
| Biztonsagi őr | TBA            | Faragó József                                 |

### Magyar változat
- Bemondó: Endrédi Máté
- Magyar szöveg: Imri László
- Szinkronrendező: Csere Ágnes
- További magyar hangok: Kelemen Noel, Solymosi Máté, Potoschi Bernadett, Nagy Szonja, Nagy Mira, Nagy Gábor, Romet Alíz, Égner Milán, Gardi Tamás, Sörös Miklós, Szabó Andor, Hám Bertalan, Csonka Anikó, Rádai Boglárka, Vámos Mónika, Miklósvári Nóra, Orosz Gergely, Illés Dániel, Galiotti Barbara, Bálint Adrienn

A szinkront az SDI Media Hungary készítette.

## Epizódok
| Évad | Évad | Epizódok | Eredeti sugárzás    | Eredeti sugárzás    | Magyar sugárzás   | Magyar sugárzás    |
| Évad | Évad | Epizódok | Évadpremier         | Évadfinálé          | Évadpremier       | Évadfinálé         |
| ---- | ---- | -------- | ------------------- | ------------------- | ----------------- | ------------------ |
|      | 1    | 15       | 2016. november 11.  | 2017. május 1.      | 2019. december 2. | 2019. december 20. |
|      | 2    | 21       | 2017. szeptember 9. | 2018. augusztus 20. | 2020. január 6.   | 2020. január 31.   |

### 1. évad
| #   | #   | Eredeti cím                   | Magyar cím           | Rendezte         | Írta                              | Eredeti premier    | Magyar premier      |
| --- | --- | ----------------------------- | -------------------- | ---------------- | --------------------------------- | ------------------ | ------------------- |
| 1.  | 1.  | Let's Call It MECH-X4!        | A védelmező          | Zach Lipovsky    | Steve Marmel                      | 2016. november 11. | 2019. december 2/3. |
| 2.  | 2.  | Let's Get Some Air!           | Levegőt              | Adam Stein       | Anupam Nigam                      | 2016. november 12. | 2019. december 4.   |
| 3.  | 3.  | Let's Open the Monster Heart! | A szörnyszív         | Adam Stein       | George Strayton                   | 2016. november 13. | 2019. december 5.   |
| 4.  | 4.  | Let's Be Idiots               | Pihenés              | Kaare Andrews    | Michael Rowe                      | 2016. november 27. | 2019. december 6.   |
| 5.  | 5.  | Let's Survive in the Woods!   | Táborozás            | Kaare Andrews    | Kyle Mack                         | 2016. december 4.  | 2019. december 9.   |
| 6.  | 6.  | Let's Get Our Robot Back!     | Ellentámadás         | Eric Dean Seaton | George Strayton                   | 2017. április 17.  | 2019. december 10.  |
| 7.  | 7.  | Let's Get the Big Bad!        | Az ellenség nyomában | Zach Lipovsky    | Anupam Nigam                      | 2017. április 18.  | 2019. december 11.  |
| 8.  | 8.  | Let's Deal With Our Stuff!    | Testvéri gondok      | Eric Dean Seaton | Steve Marmel                      | 2017. április 19.  | 2019. december 12.  |
| 9.  | 9.  | Let's Get Some Answers!       | Leo nyomában         | Zach Lipovsky    | Erik Trueheart & Sib Ventress     | 2017. április 20.  | 2019. december 13.  |
| 10. | 10. | Let's Go Clubbing!            | A rajongói klub      | Emile Levisetti  | Steve Marmel                      | 2017. április 24.  | 2019. december 16.  |
| 11. | 11. | Let's Get Leo!                | Szabadítsuk ki Leót! | Adam Stein       | Lisa Muse Bryant                  | 2017. április 25.  | 2019. december 17.  |
| 12. | 12. | Let's Dig Deep!               | Agyturkászok         | Adam Stein       | George Strayton                   | 2017. április 26.  | 2019. december 18.  |
| 13. | 13. | Let's Destroy Some Ooze!      | Törbe csalva         | Emile Levisetti  | Brusta Brown & John Mitchell Todd | 2017. április 27.  | 2019. december 19.  |
| 14. | 14. | Let's End This!               | A végső harc         | Zach Lipovsky    | Anupam Nigam                      | 2017. május 1.     | 2019. december 20.  |
| 15. | 15. | Let's End This!               | A végső harc         | Zach Lipovsky    | Steve Marmel                      | 2017. május 1.     | 2019. december 20.  |

### 2. évad
| #   | #   | Eredeti cím                   | Magyar cím                | Rendezte         | Írta                              | Eredeti premier     | Magyar premier   |
| --- | --- | ----------------------------- | ------------------------- | ---------------- | --------------------------------- | ------------------- | ---------------- |
| 16. | 1.  | Versus the New Evil           | Új gonoszokkal szemben    | Zach Lipovsky    | Steve Marmel & Anupam Nigam       | 2017. szeptember 9. | 2020. január 6.  |
| 17. | 2.  | Versus the Deep               | A mélységgel szemben      | Zach Lipovsky    | George Strayton                   | 2017. szeptember 9. | 2020. január 7.  |
| 18. | 3.  | Versus the Outbreak           | Szörnyáradat              | Eric Dean Seaton | Steve Marmel & Anupam Nigam       | 2017. szeptember 9. | 2020. január 8.  |
| 19. | 4.  | Versus Harper's Ghost         | Harper szelleme           | Eric Dean Seaton | Steve Marmel & Anupam Nigam       | 2017. szeptember 9. | 2020. január 9.  |
| 20. | 5.  | Versus the Mountain           | A heggyel szemben         | Jem Garrard      | Sib Ventress                      | 2017. szeptember 9. | 2020. január 10. |
| 21. | 6.  | Versus the Dark Night         | Sötétségben               | Jem Garrard      | Kyle Mack                         | 2017. november 4.   | 2020. január 13. |
| 22. | 7.  | Versus the Tech Army          | Támad a technika          | Zach Lipovsky    | Amy-Jo Perry                      | 2017. november 4.   | 2020. január 14. |
| 23. | 8.  | Versus Traeger                | Traegerrel szemben        | Zach Lipovsky    | Steve Marmel                      | 2017. november 4.   | 2020. január 15. |
| 24. | 9.  | Versus Velocity and Veracity  | Veracity versenyben       | Adam Stein       | Anupam Nigam                      | 2017. november 4.   | 2020. január 16. |
| 25. | 10. | Versus the Arctic             | A sarkvidékkel szemben    | Adam Stein       | Steve Marmel & Anupam Nigam       | 2017. november 4.   | 2020. január 17. |
| 26. | 11. | Versus the Wolves at the Door | Farkasok az ajtó előtt    | Eric Dean Seaton | Kyle Mack                         | 2018. március 25.   | 2020. január 20. |
| 27. | 12. | Versus the Thirty             | Nehéz döntésekkel szemben | Eric Dean Seaton | Brusta Brown & John Mitchell Todd | 2018. április 1.    | 2020. január 21. |
| 28. | 13. | Versus Miami                  | A csapat veszélyben       | Zach Lipovsky    | Eric Trueheart                    | 2018. április 8.    | 2020. január 22. |
| 29. | 14. | Versus the X-Weapon           | Az X-fegyverrel szemben   | Zach Lipovsky    | George Strayton                   | 2018. április 15.   | 2020. január 23. |
| 30. | 15. | Versus Sabotage               | Szabotázs                 | Adam Stein       | Leah Folta & Mary Iacono          | 2018. április 22.   | 2020. január 24. |
| 31. | 16. | Versus the Monster Within     | A belső szörnnyel szemben | Adam Stein       | Steve Marmel & Anupam Nigam       | 2018. július 23.    | 2020. január 27. |
| 32. | 17. | Versus the Betrayal           | Az árulással szemben      | Jem Garrard      | Kyle Mack                         | 2018. július 30.    | 2020. január 28. |
| 33. | 18. | Versus Harris                 | Harrisszel szemben        | Jem Garrard      | George Strayton                   | 2018. augusztus 6.  | 2020. január 29. |
| 34. | 19. | Versus the Infected           | A fertőzöttekkel szemben  | Nimisha Mukerji  | Amy-Jo Perry                      | 2018. augusztus 13. | 2020. január 30. |
| 35. | 20. | Versus The Monster Inside     | A szörny legbelül         | Zack Lipovsky    | Anupam Nigam & Steve Marmel       | 2018. augusztus 20. | 2020. január 31. |
| 36. | 21. | Versus The Zero Gravity       | Zéró gravitáció           | Zack Lipovsky    | Anupam Nigam & Steve Marmel       | 2018. augusztus 20. | 2020. január 31. |

## Gyártás
Az első évad előtt a Disney berendelte a második évadot. A második évadot 2017. szeptember 9-én mutatták be.